# Giuramento di Supremazia

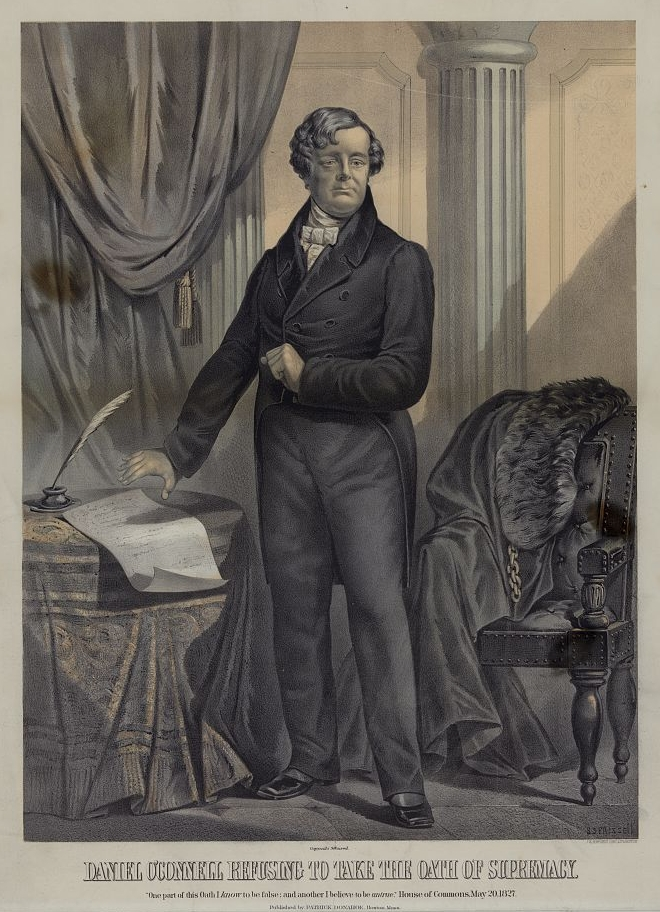
Lithografia di Daniel O'Connell che si rifiuta di prestare il giuramento di supremazia.
«Io so che una parte di questo giuramento è falsa e credo che un'altra sia errata» Camera dei Comuni, 20 maggio 1827

Il Giuramento di Supremazia era un giuramento richiesto a ogni persona che assumeva una carica pubblica o un ufficio religioso in Inghilterra come riconoscimento che il monarca regnante era il Governatore supremo della Chiesa anglicana. Il rifiuto di prestare tale giuramento era ritenuto atto di tradimento. 

## Storia
Il Giuramento di Supremazia fu originariamente imposto dal re d'Inghilterra Enrico VIII con la Legge di Supremazia del 1534, ma abrogato dalla figlia, la regina d'Inghilterra Maria I Tudor, e infine ristabilito dalla sorellastra Elisabetta I con la Legge di Supremazia del 1558. Il giuramento fu successivamente esteso per includere tra gli obbligati a prestarlo i membri del Parlamento e gli studenti universitari. Ai cattolici fu consentito per la prima volta di diventare membri del Parlamento con la Legge di riparazione per i Cattolici Romani del 1829 e l'obbligo di prestare il Giuramento di Supremazia per gli studenti di Oxford fu rimosso con la legge sull'Università di Oxford del 1854.

## Testo del Giuramento come pubblicato nel 1535
((EN) Thomas Cromwell, Oath of Supremacy 1535 (Actual Text/ Sir Thomas Audley), su queenanneboleyn.com, 25 febbraio 2012. URL consultato il 18 giugno 2013 (archiviato dall'url originale il 29 settembre 2014).)

## Testo del Giuramento pubblicato nel 1559
((EN) Life in Elizabethan England 21: More Religion, su elizabethan.org, 25 marzo 2008. URL consultato il 18 giugno 2013.)

## Sanzioni
I Cattolici Romani che si rifiutavano di prestare il Giuramento di Supremazia venivano incriminati per tradimento con l'accusa di praemunire. Ad esempio, Sir Thomas More sostenne la separazione del Re dalla Chiesa Cattolica e si rifiutò di accettare il primo come Capo Supremo della Chiesa d'Inghilterra, un titolo che era stato dato dal parlamento con la Legge di Supremazia del 1534. Egli fu imprigionato nel 1534 per il suo rifiuto di prestare il giuramento, poiché la legge screditava l'autorità papale e il matrimonio di Enrico con Caterina d'Aragona. Nel 1535 egli fu processato per tradimento, incarcerato come testimone spergiuro e decapitato.

## Eccezioni
Sotto il regno di Carlo II d'Inghilterra e quello di Giacomo II d'Inghilterra, il Giuramento di Supremazia non fu utilizzato così ampiamente dalla Corona. Ciò fu ampiamente dovuto alle simpatie e alla pratica cattolica di questi monarchi, e dal conseguente alto numero di cattolici che prestavano servizio in posizioni elevate. Esempi di funzionari che non dovettero mai prestare questo giuramento sono i consiglieri privati cattolici Sir Stephen Rice e Justin McCarthy, visconte di Mountcashe. La centralità del giuramento fu ristabilita sotto il regno di Guglielmo III e Maria II.